# Коди Голда
Коди Голда — тип  псевдовипадкових послідовностей. Значущість цих послідовностей полягає у їх дуже низькій взаємній кореляції. Застосовуються в CDMA і GPS.
Оптимальні  автокореляційні властивості можуть бути отримані і для  М-послідовностей, однак, для реалізації принципу колективного доступу необхідний великий набір кодів однакової довжини з хорошими взаємокореляційними властивостями. Тому використовується особливий клас ПШ-послідовностей, який називають послідовностями Голда. Коди Голда не тільки дозволяють отримати великий набір послідовностей, але також й однорідні та мають обмежені значення  взаємокореляційної функції. Коди Голда добре підходять для використання як довгі  скремблювальні коди для бездротового множинного доступу з кодовим поділом каналів ({\displaystyle 2^{18}-1} кодів Голда для передачі інформації від базової станції до рухомого об'єкту, і {\displaystyle 2^{16}} кодів усіченої послідовності для зворотного напрямку).
Послідовності Голда можуть бути згенеровані шляхом підсумовування за модулем 2 двох М-послідовностей однакової довжини. Результуючі Коди Голда мають ту ж саму довжину як і вихідні М-послідовності.
Нижче наведені хороші пари М-послідовностей для генерації кодів Голда, число згенерованих кодів Голда дорівнює {\displaystyle 2^{m}+1}, де m — довжина регістра зсуву, довжина коду дорівнює {\displaystyle N=2^{m}-1}. Нормалізована ВКФ приймає одне з трьох значень в залежності від m.
| m  | Довжина коду | Пари М-послідовністей                                                                    | Значення ВКФ | Значення ВКФ | Значення ВКФ | Рівень викидів |
| -- | ------------ | ---------------------------------------------------------------------------------------- | ------------ | ------------ | ------------ | -------------- |
| 5  | 31           | [5,3][5,4,3,2]                                                                           | 7            | −1           | −9           | −29 %          |
| 6  | 63           | [6,1][6,5,2,1]                                                                           | 15           | −1           | −17          | −27 %          |
| 7  | 127          | [7,3,2,1][7,5,4,3,2,1]                                                                   | 15           | −1           | −17          | −13 %          |
| 8  | 255          | [8,7,6,5,2,1][8,7,6,1]                                                                   | 31           | −1           | −17          | +12 %          |
| 9  | 511          | [9,4][9,6,4,3][9,6,4,3][9,8,4,1]                                                         | 31           | −1           | −33          | −6 %           |
| 10 | 1023         | [10,9,8,7,6,5,4,3][10,9,7,6,4,1][10,8,7,6,5,4,3,1][10,9,7,6,4,1][10,8,5,1][10,7,6,4,2,1] | 63           | −1           | −65          | −6 %           |
| 11 | 2047         | [11,2][11,8,5,2][11,8,5,2][11,10,3,2]                                                    | 63           | −1           | −65          | −3 %           |

```
М-послідовність 1    1 1 1 1 1 0 0 0 1 1 0 1 1 1 0 1 0 1 0 0 0 0 1 0 0 1 0 1 1 0 0
М-послідовність 2    1 1 1 1 1 0 0 1 0 0 1 1 0 0 0 0 1 0 1 1 0 1 0 1 0 0 0 1 1 1 0
```

```
Код Голда 1 (немає зсуву)  0 0 0 0 0 0 0 1 1 1 1 0 1 1 0 1 1 1 1 1 0 1 1 1 0 1 0 0 0 1 0
Код Голда 2 (зсув=1)     0 0 0 0 1 0 1 0 1 0 1 1 1 1 0 0 0 0 1 0 1 0 0 0 0 1 1 0 0 0 1
				...
Код Голда 31 (зсув=30)   1 0 0 0 0 1 0 0 0 1 0 0 0 1 0 1 0 0 0 1 1 0 0 0 1 1 0 1 0 1 1
```